# Dřešínek

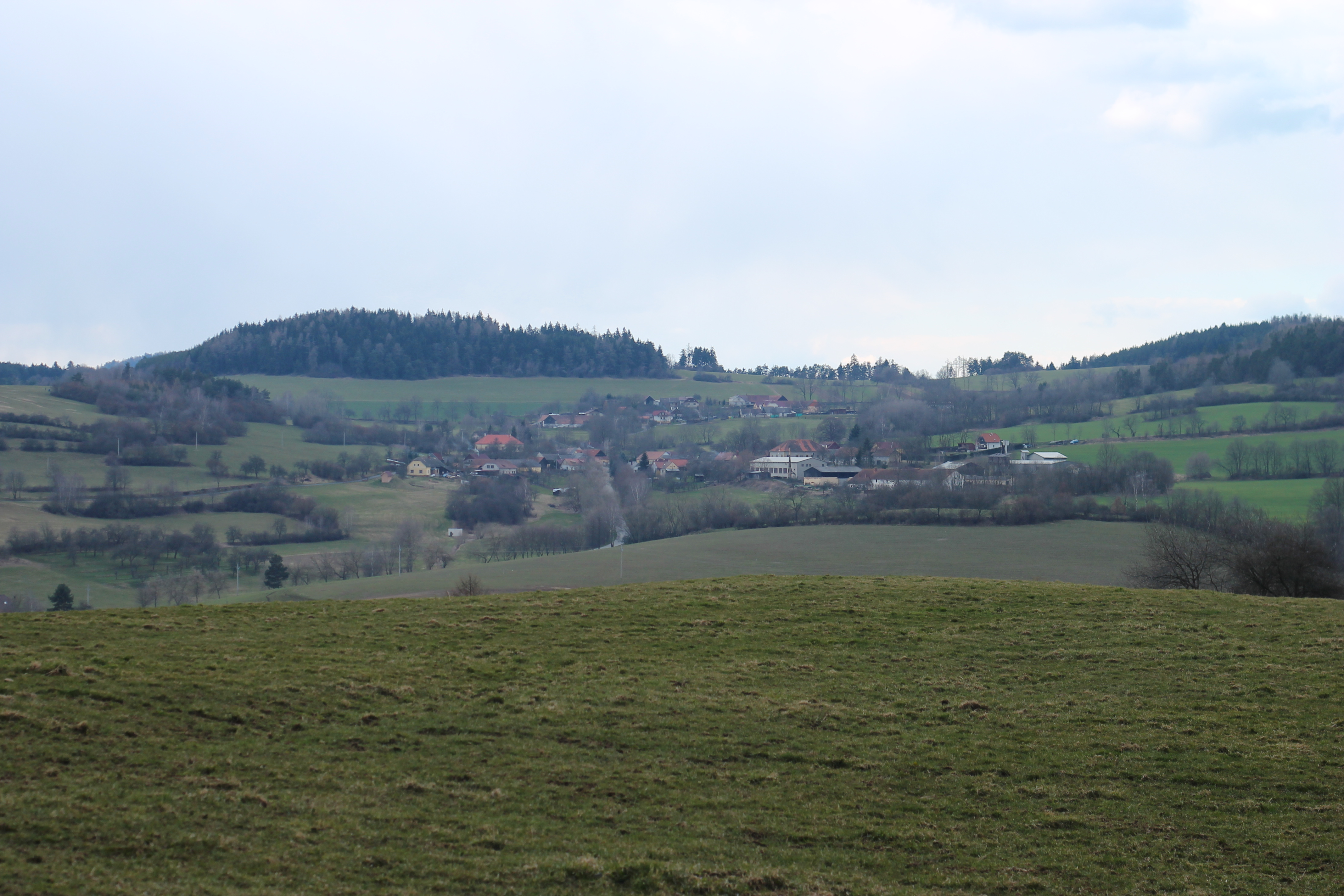
Pohled na Dřešínek z Kobylky u Češtic

Dřešínek je malá vesnice, část obce Dřešín v okrese Strakonice v Jihočeském kraji. Nachází se asi jeden kilometr severně od Dřešína. Je zde evidováno 25 adres. V roce 2011 zde trvale žilo 26 obyvatel.
Dřešínek je také název katastrálního území o rozloze 3,28 km². V katastrálním území Dřešínek leží i Hořejšice.

## Historie
První písemná zmínka o vesnici pochází z roku 1407.

## Obyvatelstvo
| Rok            | 1869 | 1880 | 1890 | 1900 | 1910 | 1921 | 1930 | 1950 | 1961 | 1970 | 1980 | 1991 | 2001 | 2011 | 2021 |
| -------------- | ---- | ---- | ---- | ---- | ---- | ---- | ---- | ---- | ---- | ---- | ---- | ---- | ---- | ---- | ---- |
| Počet obyvatel | 160  | 151  | 131  | 154  | 143  | 125  | 130  | 90   | 83   | 74   | 49   | 34   | 20   | 26   | 29   |
| Počet domů     | 24   | 25   | 25   | 25   | 25   | 25   | 26   | 27   | 27   | 24   | 19   | 23   | 23   | 23   | 23   |

## Obecní správa
Při sčítání lidu v letech 1850–1909 Dřešínek byl osadou obce Dobrš v okrese Strakonice. V letech 1910–1959 byl samostatnou obcí, se kterým patřil nejprve do okresu Strakonice, ale v roce 1950 v okrese Vimperk. Od roku 1960 je částí obce Dřešín v okrese Strakonice. V letech 1910–1959 k obci patřily Hořejšice.